# Weapon of Choice
 (août 2024).
Si vous disposez d'ouvrages ou d'articles de référence ou si vous connaissez des sites web de qualité traitant du thème abordé ici, merci de compléter l'article en donnant les références utiles à sa vérifiabilité et en les liant à la section « Notes et références ».
 (juin 2011).
Weapon of Choice est un groupe américain de funk rock proche des Red Hot Chili Peppers et de Fishbone[réf. nécessaire], formé à la fin des années 1980 mélangeant le rock, le roots funk et le hip-hop.
Après une grande période creuse dans les années 2000 bien que quelques concerts aient eu lieu,[Passage à actualiser].
Un nouvel album sort fin 2013.

## Membres
Le leader du groupe est le bassiste et chanteur Lonnie Marshall (en) (frère d'Arik Marshall) ; on note souvent la présence d’Angelo Moore et de Norwood Fisher de Fishbone.

## Discographie
- 1994 – Nut-Meg Sez "Bozo The Town"
- 1996 – Highperspice
- 2001 – Illoominutty
- 2003 – Color Me Funky : best-of et quelques inédits
- 2013 - Really Relevant